# 相関関数 (天文学)
天文学において、相関関数（そうかんかんすう、英: correlation function）は宇宙に銀河がどのように分布しているかを記述する方法の一つ。特に言及のない場合、二体自己相関関数を意味する。二体自己相関関数とは一変数(距離)の関数で、ふたつの銀河が指定された距離にある確率を記述する。ある距離においてこの関数が大きな値を持つことはその距離スケールにおいて宇宙に物質が凝集していることを示すので、宇宙の凝集因子とみなすこともできる。
以下の定義(Peebles 1980)がよく引用される。 
Given a random galaxy in a location, the correlation function describes the probability that another galaxy will be found within a given distance. 
（相関関数とは、ある銀河を無作為に選んだとき、もうひとつの銀河が指定された距離に存在する確率を与えるものである。）
ただし、この説明はあくまで統計的なものであり、多数の無作為に選んだ銀河についての結果を平均したものである。あるひとつの無作為に選んだ銀河についてはそもそも「無作為」が意味をなさなくなり、また、選ぶ銀河によってこの関数の値は非常に大きく異ることから、この関数の定義とは矛盾を生じることとなる。空間的相関関数 ξ(r) は、銀河の分布の波数空間パワースペクトル P(k) と以下の関係にある。
{\displaystyle \xi (r)={\frac {1}{2\pi ^{2}}}\int dk\,k^{2}P(k)\,{\frac {\sin(kr)}{kr}}}
2より大きいnについて、n体自己相関関数、およびある特定種類の天体についての相互相関関数は、2体自己相関関数と類似した定義を持つ。
現代宇宙論において、相関関数はモデルの予言する物質の分布が現実に合っているかどうかを評価するために用いられ、重要である。